# Carduncellus
Carduncellus és un gènere de plantes amb flor de la família Asteraceae. Es troba a la zona mediterrània i regions circumdants.

El gènere va ser descrit per Michel Adanson i publicat a Familles des Plantes 2: 116, 532. 1763.

## Taxonomia
- Carduncellus coeruleus
- Carduncellus hispanicus Boiss. exDC.
- Carduncellus mairei Hanelt
- Carduncellus monspelliensis St.-Lag. non Carduncellus monspelliensium All.

Totes les altres múltiples espècies, i tàxons infra-específics, descrites en la literatura botànica són mers sinònims, i amb nombroses confusions i ambigüitats encara no resoltes.